# Élections législatives de 1997 dans l'Ain
Les élections législatives françaises de 1997 se déroulent les 25 mai et 1er juin 1997. Dans le département de l'Ain, quatre députés sont à élire dans le cadre de quatre circonscriptions.

## Élus
| Circonscription | Député sortant                            | Parti | Parti    | Député élu ou réélu | Parti | Parti    |
| --------------- | ----------------------------------------- | ----- | -------- | ------------------- | ----- | -------- |
| 1re             | Jacques Boyon                             |       | RPR      | André Godin         |       | PS       |
| 2e              | Lucien Guichon                            |       | RPR      | Lucien Guichon      |       | RPR      |
| 3e              | Gérard Armand suppléant de Charles Millon |       | RPR      | Charles Millon      |       | UDF (AD) |
| 4e              | Michel Voisin                             |       | UDF (FD) | Michel Voisin       |       | UDF (FD) |

## Résultats

### Résultats à l'échelle du département
| Parti          | Parti                              | Premier tour | Premier tour | Second tour | Second tour | Sièges |
| Parti          | Parti                              | Voix         | %            | Voix        | %           | Sièges |
| -------------- | ---------------------------------- | ------------ | ------------ | ----------- | ----------- | ------ |
|                | Union pour la démocratie française | 41 025       | 21,33        | 57 564      | 27,85       | 2      |
|                | Rassemblement pour la République   | 28 571       | 14,86        | 48 357      | 23,39       | 1      |
|                | La Droite indépendante (MPF)       | 5 963        | 3,10         |             |             | 0      |
|                | Droite parlementaire               | 75 559       | 39,29        | 105 921     | 51,24       | 3      |
|                |                                    |              |              |             |             |        |
|                | Parti socialiste                   | 39 379       | 20,48        | 70 915      | 34,31       | 1      |
|                | Les Verts                          | 13 343       | 6,94         | 20 333      | 9,84        | 0      |
|                | Parti communiste français          | 11 656       | 6,06         |             |             | 0      |
|                | Mouvement des citoyens             | 3 771        | 1,96         | 0           |             |        |
|                | Divers gauche                      | 847          | 0,44         | 0           |             |        |
|                | Gauche plurielle                   | 68 996       | 35,87        | 91 248      | 44,14       | 1      |
|                |                                    |              |              |             |             |        |
|                | Front national                     | 36 154       | 18,80        | 9 546       | 4,62        | 0      |
|                | Lutte ouvrière                     | 4 087        | 2,13         |             |             | 0      |
|                | Génération écologie                | 3 099        | 1,61         | 0           |             |        |
|                | Mouvement écologiste indépendant   | 2 401        | 1,25         | 0           |             |        |
|                | Extrême gauche dont PT             | 2 031        | 1,06         | 0           |             |        |
|                |                                    |              |              |             |             |        |
| Inscrits       | Inscrits                           | 310 888      | 100,00       | 310 860     | 100,00      | 4      |
| Abstentions    | Abstentions                        | 107 884      | 34,7         | 92 797      | 29,85       |        |
| Votants        | Votants                            | 203 004      | 65,3         | 218 063     | 70,15       |        |
| Blancs et nuls | Blancs et nuls                     | 10 677       | 5,26         | 11 348      | 5,2         |        |
| Exprimés       | Exprimés                           | 192 327      | 94,74        | 206 715     | 94,8        |        |

### Résultats par circonscription

#### Première circonscription (Bourg-en-Bresse)
| Candidat       | Candidat              | Parti          | Premier tour | Premier tour | Second tour | Second tour |  |
| Candidat       | Candidat              | Parti          | Voix         | %            | Voix        | %           |  |
| -------------- | --------------------- | -------------- | ------------ | ------------ | ----------- | ----------- |  |
|                | André Godin élu       | PS             | 14 666       | 31,23        | 25 685      | 50,28       |  |
|                | Jacques Boyon sortant | RPR            | 14 048       | 29,91        | 25 396      | 49,72       |  |
|                | Annick Veillerot      | FN             | 7 476        | 15,92        |             |             |  |
|                | Jean-Claude Marquis   | UDF            | 2 583        | 5,50         |             |             |  |
|                | Monique Duthu         | Les Verts      | 2 455        | 5,23         |             |             |  |
|                | Lionel Mornet         | PCF            | 2 185        | 4,65         |             |             |  |
|                | Hervé Le Maout        | LDI (MPF)      | 1 310        | 2,79         |             |             |  |
|                | Yves Petiot           | LO             | 1 047        | 2,23         |             |             |  |
|                | Carole Gerbaud        | CAP            | 569          | 1,21         |             |             |  |
|                | Bernard Favre         | MÉI            | 554          | 1,18         |             |             |  |
|                | Gilbert Bonnot        | Divers gauche  | 69           | 0,15         |             |             |  |
|                |                       |                |              |              |             |             |  |
| Inscrits       | Inscrits              | Inscrits       | 75 649       | 100,00       | 75 643      | 100,00      |  |
| Abstentions    | Abstentions           | Abstentions    | 26 021       | 34,4         | 21 394      | 28,28       |  |
| Votants        | Votants               | Votants        | 49 628       | 65,6         | 54 249      | 71,72       |  |
| Blancs et nuls | Blancs et nuls        | Blancs et nuls | 2 663        | 5,37         | 3 168       | 5,84        |  |
| Exprimés       | Exprimés              | Exprimés       | 46 965       | 94,63        | 51 081      | 94,16       |  |

#### Deuxième  circonscription (Oyonnax)
| Candidat       | Candidat                     | Parti          | Premier tour | Premier tour | Second tour | Second tour |  |
| Candidat       | Candidat                     | Parti          | Voix         | %            | Voix        | %           |  |
| -------------- | ---------------------------- | -------------- | ------------ | ------------ | ----------- | ----------- |  |
|                | Lucien Guichon sortant réélu | RPR            | 14 523       | 31,12        | 22 961      | 43,92       |  |
|                | André Clavel                 | FN             | 11 265       | 24,14        | 9 546       | 18,26       |  |
|                | Jocelyne Bollini             | PS             | 10 083       | 15,92        | 19 776      | 37,82       |  |
|                | Georges Arpin                | PCF            | 3 846        | 8,24         |             |             |  |
|                | Philippe Lebreton            | MÉI            | 1 847        | 3,96         |             |             |  |
|                | Pierre Ferrario              | LDI (MPF)      | 1 624        | 3,48         |             |             |  |
|                | Danielle Grange              | LO             | 1 581        | 3,39         |             |             |  |
|                | Olivier Josserand            | US4J           | 778          | 1,67         |             |             |  |
|                | Didier Eckel                 | MDC            | 692          | 1,48         |             |             |  |
|                | Raoul Chavet                 | PT             | 429          | 0,92         |             |             |  |
|                |                              |                |              |              |             |             |  |
| Inscrits       | Inscrits                     | Inscrits       | 75 362       | 100,00       | 75 360      | 100,00      |  |
| Abstentions    | Abstentions                  | Abstentions    | 26 140       | 34,69        | 21 339      | 28,32       |  |
| Votants        | Votants                      | Votants        | 49 222       | 65,31        | 54 021      | 71,68       |  |
| Blancs et nuls | Blancs et nuls               | Blancs et nuls | 2 554        | 5,19         | 1 738       | 3,22        |  |
| Exprimés       | Exprimés                     | Exprimés       | 46 668       | 94,81        | 52 283      | 96,78       |  |

#### Troisième circonscription (Gex)
| Candidat                     | Candidat                     | Parti                  | Premier tour | Premier tour | Second tour | Second tour |  |
| Candidat                     | Candidat                     | Parti                  | Voix         | %            | Voix        | %           |  |
| ---------------------------- | ---------------------------- | ---------------------- | ------------ | ------------ | ----------- | ----------- |  |
|                              | Charles Millon sortant réélu | UDF (AD)               | 18 054       | 40,83        | 25 270      | 55,41       |  |
|                              | Éric Gilbert                 | Les Verts (PS)         | 8 906        | 20,14        | 20 333      | 44,59       |  |
|                              | Olivier Wyssa                | FN                     | 6 574        | 14,87        |             |             |  |
|                              | Philippe Virard              | MDC                    | 3 208        | 6,93         |             |             |  |
|                              | Jean-Pierre Merlo            | PCF                    | 3 034        | 6,86         |             |             |  |
|                              | Henri Casellas               | Divers écologiste (GÉ) | 1 751        | 3,96         |             |             |  |
|                              | Henri Gouy-Paillier          | LO                     | 1 459        | 3,30         |             |             |  |
|                              | Louis-Alain Gaudin           | LDI (MPF)              | 1 362        | 3,08         |             |             |  |
|                              |                              |                        |              |              |             |             |  |
| Inscrits                     | Inscrits                     | Inscrits               | 72 641       | 100,00       | 72 647      | 100,00      |  |
| Abstentions                  | Abstentions                  | Abstentions            | 26 129       | 35,97        | 24 311      | 33,46       |  |
| Votants                      | Votants                      | Votants                | 46 512       | 64,03        | 48 336      | 66,54       |  |
| Blancs et nuls               | Blancs et nuls               | Blancs et nuls         | 2 293        | 4,93         | 2 733       | 5,65        |  |
| Exprimés                     | Exprimés                     | Exprimés               | 44 219       | 95,07        | 45 603      | 94,35       |  |
| Source : Assemblée nationale |                              |                        |              |              |             |             |  |

#### Quatrième circonscription (Miribel - Villars-les-Dombes)
| Candidat       | Candidat                    | Parti          | Premier tour | Premier tour | Second tour | Second tour |  |
| Candidat       | Candidat                    | Parti          | Voix         | %            | Voix        | %           |  |
| -------------- | --------------------------- | -------------- | ------------ | ------------ | ----------- | ----------- |  |
|                | Michel Voisin sortant réélu | UDF (FD)       | 20 388       | 37,43        | 32 294      | 55,92       |  |
|                | Michel Raymond              | PS             | 14 630       | 26,86        | 25 454      | 44,08       |  |
|                | Jean-Loup de Lacheisserie   | FN             | 10 836       | 19,89        |             |             |  |
|                | Marcelle Dos Santos         | PCF            | 2 591        | 4,76         |             |             |  |
|                | Jean-Paul Gaucher           | Les Verts      | 1 982        | 3,64         |             |             |  |
|                | Gilles Dommanget            | LDI (MPF)      | 1 667        | 3,06         |             |             |  |
|                | Paul Biajoux                | GÉ             | 1 348        | 2,47         |             |             |  |
|                | Daniel Véricel              | CAP            | 1 033        | 1,90         |             |             |  |
|                |                             |                |              |              |             |             |  |
| Inscrits       | Inscrits                    | Inscrits       | 87 236       | 100,00       | 87 210      | 100,00      |  |
| Abstentions    | Abstentions                 | Abstentions    | 29 594       | 33,92        | 25 753      | 29,53       |  |
| Votants        | Votants                     | Votants        | 57 642       | 66,08        | 61 457      | 70,47       |  |
| Blancs et nuls | Blancs et nuls              | Blancs et nuls | 3 167        | 5,49         | 3 709       | 6,04        |  |
| Exprimés       | Exprimés                    | Exprimés       | 54 475       | 94,51        | 57 748      | 93,96       |  |